# Matthias Günther (Handballspieler)

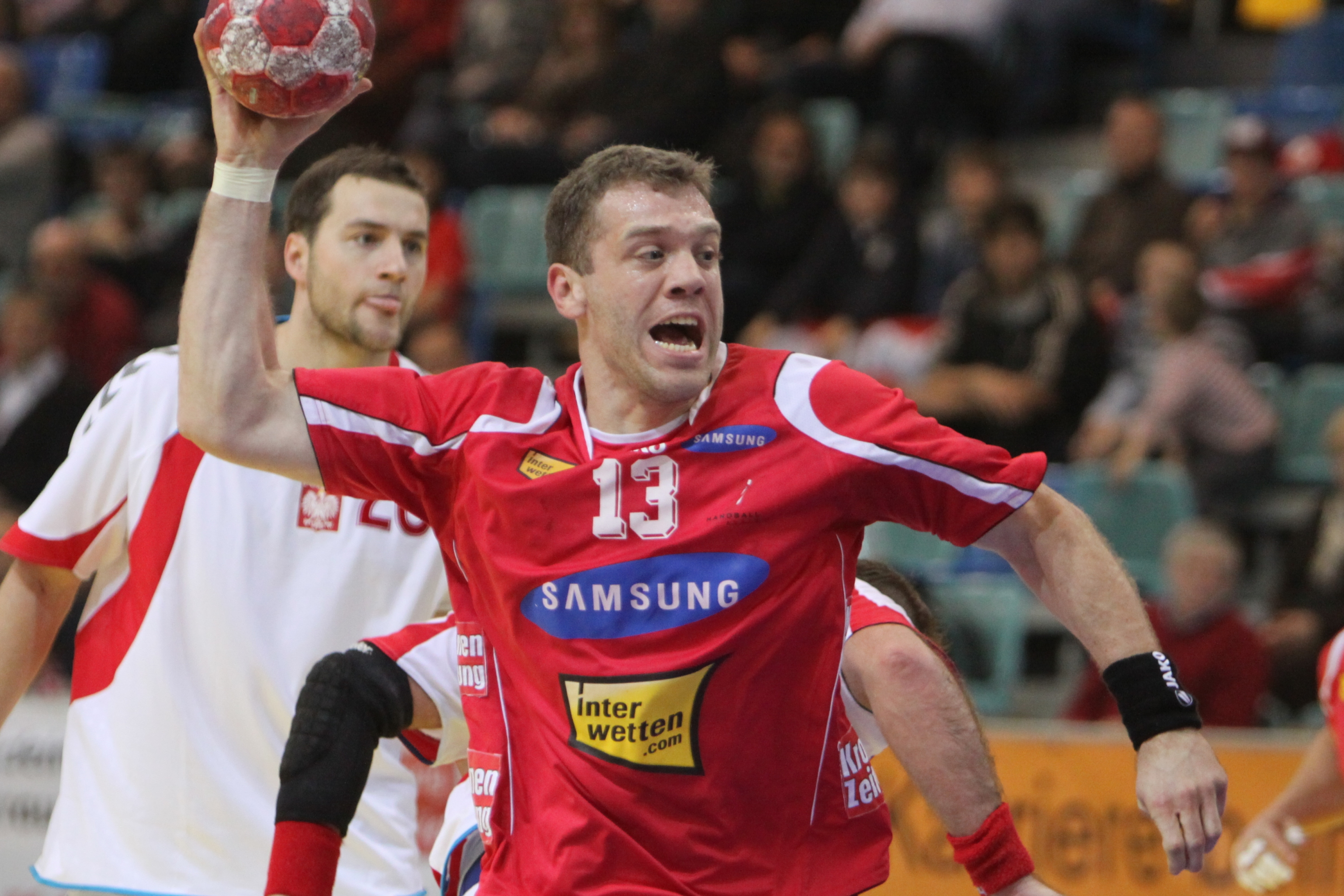
Matthias Günther (2010)

Matthias Günther (* 11. Oktober 1976 in Bregenz) ist ein ehemaliger österreichischer Handballspieler.
Der 1,90 Meter große und 90 Kilogramm schwere Kreisläufer spielte für den Verein A1 Bregenz. Zuvor stand er bis 2002 bereits in Bregenz, von 2002 bis 2004 beim SV Post Schwerin und von 2004 bis 2007 beim TSV St. Otmar St. Gallen unter Vertrag.
Mit St. Gallen spielte er im EHF Challenge Cup (2005, 2006, 2007), und mit Bregenz in der EHF Champions League (2002, 2008, 2009, 2010) und dem EHF-Pokal (200).
Für die österreichische Nationalmannschaft erzielte er in 117 Länderspielen 148 Tore.
Er beendete zum Ende der Saison 2011/2012 seine Karriere.
Seine Brüder Gregor Günther und Philipp Günther waren ebenfalls bei A1 Bregenz aktive Handballspieler.